# Инспекция концентрационных лагерей
Инспекция концентрационных лагерей (нем. Inspektion der Konzentrationslager; IKL) — центральное ведомство СС, управлявшее системой концентрационных лагерей нацистской Германии.

## История

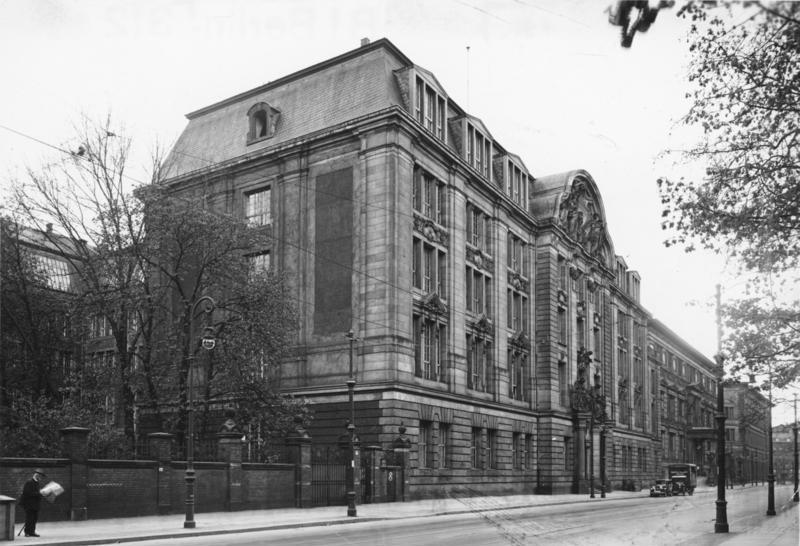
Здание Гестапо в Берлине на Принц-Альбрехтштрассе, 8, где первоначально размещалась Инспекция концентрационных лагерей

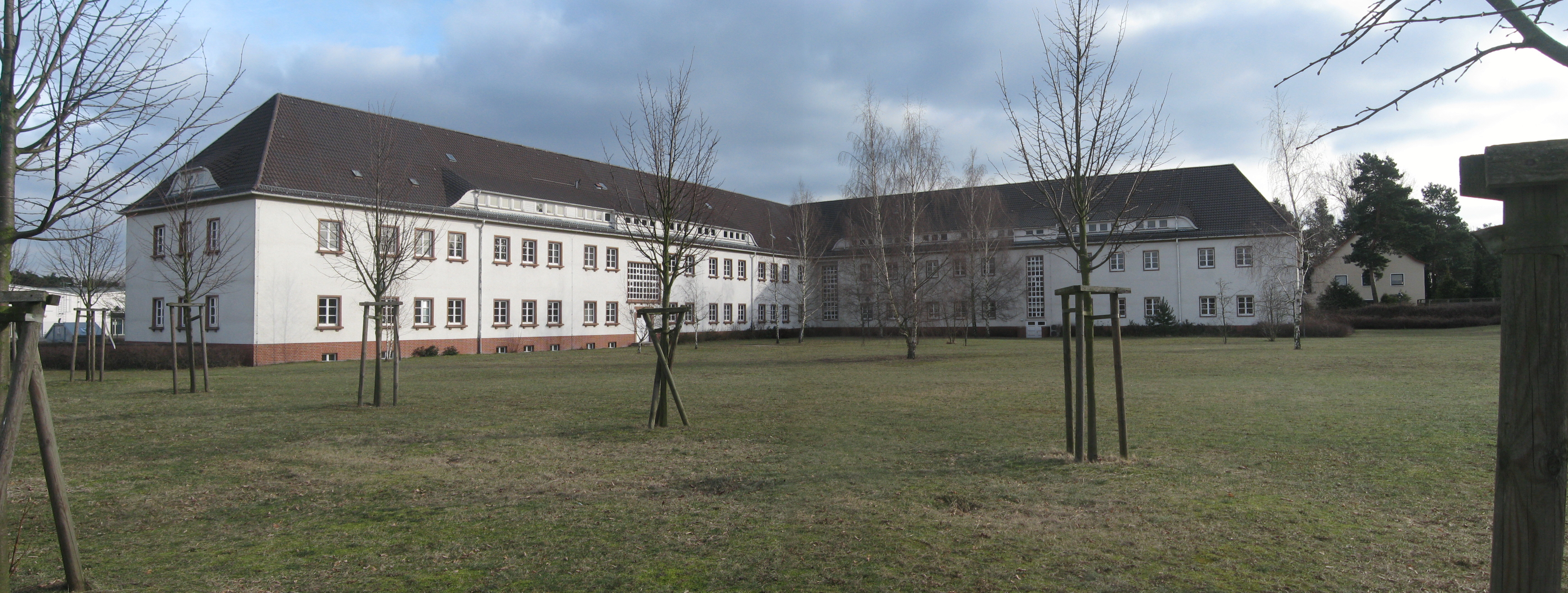
Здание штаб-квартиры Инспекции концентрационных лагерей в Ораниенбурге

Инспекция концентрационных лагерей была создана 5 июля 1934 года после назначения главным инспектором коменданта концентрационного лагеря Дахау Теодора Эйке. Первоначально она называлась «Инспекция концлагерей и караульных соединений СС» («Inspektion der Konzentrationslager und SS-Wachverbände») и с 10 декабря 1934 года размещалась в Берлине по адресу Принц-Альбрехтштрассе, 8, где находилась штаб-квартира Тайной государственной полиции (Гестапо), которой первоначально подчинялась IKL.

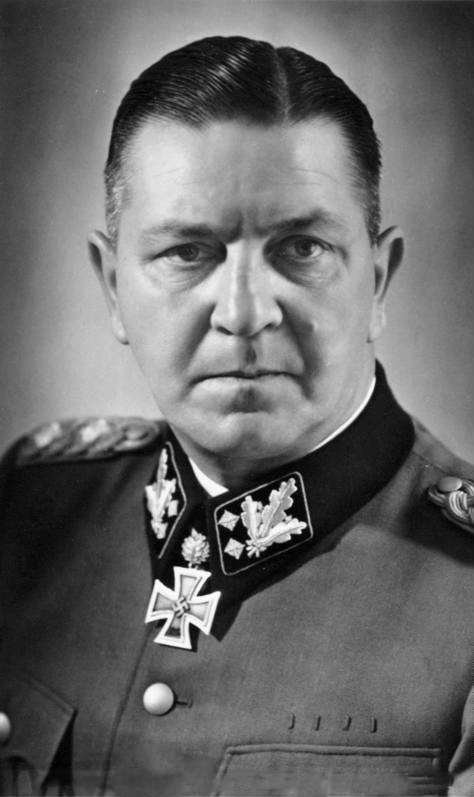
Главный инспектор концентрационных лагерей обергруппенфюрер, генерал войск СС Теодор Эйке

С 30 января 1935 года инспекция находилась в составе Главного управления СС, чуть позднее переехала в Берлине на ул. Фридрихштрассе, 129, корп. «V», а 2 августа 1936 года разместилась в Ораниенбурге близ концентрационного лагеря Заксенхаузен на Генрих-Гиммлер-плац (Heinrich-Himmler-Platz), ныне — Генрих-Грюбер-плац (Heinrich-Grüber-Platz), где оставалась до конца войны.
После создания 29 марта 1936 года Теодором Эйке соединений СС «Мёртвая голова» находившаяся под его руководством структура до октября 1939 года называлась «Инспекция концентрационных лагерей и соединений СС „Мёртвая голова“» (нем. Inspektion der Konzentrationslager und der SS-Totenkopfverbände). В октябре 1939 года из инспекции была выделена Генеральная инспекция усиленных соединений СС «Мёртвая голова» (Generalinspektion der verstärkten SS-Totenkopf-Einheiten), которая 1 августа 1940 года вошла в общие органы руководства войск СС. В 1940 году Инспекция концентрационных лагерей была передана в состав Главного оперативного управления СС, в котором была фактически самостоятельным ведомством, что во многом определялось исключительным положением самого Т.  Эйке.
До начала Второй мировой войны Инспекция концентрационных лагерей имела небольшой штат: в конце 1935 года она насчитывала 11 сотрудников, на конец 1936 года — 32, на конец 1938 года — 45. Даже в конце войны (1944) она продолжала оставаться небольшой структурой, насчитывавшей 20 руководителей и 80 сотрудников.
С 1934 года возникли различные отделы IKL: Политический отдел (Politische Abteilung) (с 1937 года руководителем был Артур Либехеншель (Arthur Liebehenschel)), Административный отдел (Verwaltungsabteilung) (с 1936 года руководитель — Антон Кайндль (Anton Kaindl)) и медицинский отдел (т. н. «Главный врач» (Leitender Arzt), руководитель — Фридрих Карл Дермицель (Friedrich Karl Dermietzel)). Самым важным сотрудником Т. Эйке с 1936 года был Рихард Глюкс, 1 апреля 1936 года ставший начальником его штаба, а 18 ноября 1939 года — его заместителем.
Инспекция концентрационных лагерей управляла всеми концентрационными лагерями Третьего Рейха, за исключением тех, которые находились в подчинении Главного управления имперской безопасности (РСХА). По состоянию на апрель 1942 года к таковым относились: четыре лагеря уничтожения в чистом виде (Белжец, Собибор, Треблинка и Хеломно) и молодёжный лагерь Моринген. В двойном подчинении ВФХА и РСХА находился Особый лагерь СС для превентивных заключённых Гинцерт.
К началу войны (1 сентября 1939 года) в подчинении Инспекции концентрационных лагерей находилось 6 концентрационных лагерей: Дахау, Заксенхаузен, Бухенвальд, Маутхаузен, Флоссенбюрг, Равенсбрюк. Затем в 1940—1942 гг. количество управляемых IKL концентрационных лагерей значительно увеличилось за счёт вновь построенных лагерей, наиболее значительными из которых были Освенцим, Нойенгамме, Гузен, Нацвейлер, Гросс-Розен, Люблин (Майданек), Нидерхаген, Штутгоф, Арбайтсдорф, .
В соответствии с приказом рейхсфюрера СС Генриха Гиммлера от 3 марта 1942 года 16 марта 1942 года Инспекция концентрационных лагерей была передана в состав Главного административно-хозяйственного управления СС (нем. SS-Wirtschafts- und Verwaltungshauptamtes; SS-WVHA), в котором составила Управленческую группу «D». Передача IKL в WVHA была продиктована задачей наиболее эффективного использования труда заключённых.
После гибели 26 февраля 1943 года на советско-германском фронте Теодора Эйке 3 марта 1943 года Главным инспектором концентрационных лагерей и начальником Управленческой группы «D» WVHA был назначен заместитель Т. Эйке Рихард Глюкс.

## Структура
В 1940 году Инспекция концентрационных лагерей имела следующую структуру:
- Главный инспектор концентрационных лагерей: обергруппенфюрер, генерал войск СС Теодор Эйке (5 июля 1934 — 26 февраля 1943 года)
  - Инспектор (Inspekteur): группенфюрер СС, генерал-лейтенант войск СС Рихард Глюкс (Richard Glücks) (18 ноября 1939 — 3 марта 1943 года)
    - Начальник штаба и заместитель (Stabsfuhrer und Vertrter): Артур Либехеншель (Artur Liebehenschel) (18 ноября 1939 — 16 марта 1942 года)
      - Адъютант (Adjutant): Август Харбаум (August Harbaum)
- Референт Политического отдела: Гейнц Бунгелер (Heinz Bungeler)
- Руководитель по административным вопросам (Leiter Verwaltung): Франц Краус (Franz Kraus) (1 ноября 1939 — 1 октября 1941 года)
- Управление начальника кассы (Amt Kassenleiter), руководитель — Генрих Кальттенхопф (Heinrich Klattenhopf)
- Администрация казарм и зданий (Unterkunftverwaltung), руководитель — Георг Бартеншлагер (Georg Bartenschlager)
- Юридический отдел (Rechtsabteilung), руководитель — Гельмут Кинер (Helmut Kiener) (1 октября 1938 — май 1945)
- Главный врач (Leitender Arzt): д-р Вернер Кирхет (Dr. Werner Kirchet)
- Фармацевт (Apotheker): Гeopr Норин (Georg Norin).